# Zuma (jeu vidéo)
Pour les articles homonymes, voir Zuma.
Zuma est un jeu vidéo développé par PopCap Games, sorti en 2003. Il a connu une suite intitulée Zuma's Revenge!. Il est cité dans Les 1001 jeux vidéo auxquels il faut avoir joué dans sa vie.

## Système de jeu
Le but est de former des chaînes de boules de même couleur (ce qui a pour effet de les faire disparaître) avant l'arrivée des boules dans le trou au milieu. Plus les niveaux avancent, plus il y a de boules de différentes couleurs, plus elles vont vite et plus les parcours sont nombreux. Il est aussi possible de récupérer différents bonus (pièces, objets divers) qui permettent d'augmenter le score, et certaines boules ont des pouvoirs particuliers (explosives, ralentissement du jeu, etc.).
Le jeu existe en une version gratuite et en une version payante, plus complète, contenant plus de niveaux et de la musique.